# Edwin Reyes
Edwin Reyes Berríos (3 de julio de 1944–9 de enero de 2001) fue uno de los poetas más importantes de la generación del 60 en la literatura puertorriqueña.  

## Biografía
Edwin Reyes nació entre el 2 y el 3 de julio de 1944 en el barrio Pozas de Ciales, Puerto Rico.  Cursó estudios en la Universidad de Puerto Rico, aunque se consideró a sí mismo autodidacta. Fue parte de un grupo de jóvenes poetas que fundarían una de las revistas más importantes de la historia literaria puertorriqueña: Guajana, a inicios de los sesenta.  Publicó cuatro poemarios: Crónica del vértigo (1977); Son cimarrón para Adolfina Villanueva (1985); Balada del hombre huérfano (1990) y El arpa imaginaria (1998).  Fundador del suplemento cultural (En Rojo) del semanario Claridad, donde laboró varios años como redactor y columnista.  También mantuvo columnas en El Reportero y en el Puerto Rico Ilustrado del periódico El Mundo.  Durante su última década de vida  realizó cinco documentales fílmicos y un largometraje de ficción.  A su muerte en el 2001 dejó inconclusos varios proyectos, entre los cuales, una novela: El arpa en la creciente.  De esta novela se publicó un capítulo en prensa.

## Poemarios

### Crónica del vértigo
Crónica del vértigo se publicó en 1977, con prólogo de Arcadio Díaz Quiñonez, siendo este su primer poemario y en palabras de Díaz Quiñonez: "La guerra de clases y la guerra política es lo más obvio en la presente recopilación.  Pero hay otra, una guerra personal, soterrada, inseparable de la colectiva, que constituye una veta -quizás la más profunda- de estos textos.  Reyes va fijando en sus versos los altibajos de una guerra íntima, caracterizada por atroces angustias, donde a ratos flaquea y se muestra indefenso y vulnerable..." 

### Son cimarrón para Adolfina Villanueva
Segundo poemario del poeta Reyes publicado en 1985.  Poemario reaccionario a la tragedia de una familia de pescadores del sector Medianía Alta de Loíza Aldea, donde 15 policías, con una orden de desahucio, balacean la casucha de Agustín Carrasquillo y Adolfina Villanueva, encontrándose dentro de la vivienda dos de los seis hijos del matrimonio, razón por la cual Adolfina sale a su rescate y es asesinada por el Sargento Víctor Estrella cuyo juicio concluyó en su absolución.  La Dra. Mercedes López-Baralt  denomina este poemario como "llanto desafiante por la rescatadora de tierras que defendió con su vida la poéticamente nombrada "Villa se puede", nació poco después, en 1981, y se publicó en el periódico Claridad (1985), donde el poeta cialeño fundara la sección cultural a la que dedicó una fecunda colaboración de años."
La publicación en libro de este poemario ve la luz pública en 1987.

### Balada del hombre huérfano
Poemario en honor a su padre, en palabras de la crítica literaria Mercedes López-Baralt "La muerte de su padre, don Emilio Reyes, detonó con urgencia impostergable la aparición de la Balada del hombre huérfano, publicada en 1990. Una nueva rama que le ha crecido al árbol de la elegía hispánica, frondoso de las coplas de Jorge Manrique, del lamento del Pleberio de Fernando de Rojas, del "Llanto por Ignacio" de Federico García Lorca, del "Requiem" de Pepe Hierro, de la elegía a Ramón Sijé de Miguel Hernández y de aquella por Alfonso de César Vallejo...". 

### El arpa imaginaria
El último poemario publicado -en vida- en 1998, por la Editorial de la Universidad de Puerto Rico.  La portada es la obra "El arpa imaginaria" de Rafael Trelles, titulada así por el poemario de Reyes .  "Soldado de la belleza", Reyes cree "en el valor práctico de la utopía; en la libertad, que es la poesía del ser."  "Al conjuro de la voz del poeta, el loco Charías tocó para nosotros entonces su arpa invisible en el virote que sostiene el techo del cuarto que le sirve de prisión, soñando con la fugitiva Isabel, que no es otra cosa que la poesía. (M.L.B.) "
El poeta -antes de su muerte- dejó otros textos que aún no han podido ser publicados...
- Datos: Q5484154